# La bamba (Lele Blade)
La bamba è un singolo del rapper italiano Lele Blade, pubblicato il 31 maggio 2019 come primo estratto dall'EP Vice City. Il brano vede la partecipazione di Vale Lambo.

## Tracce
Testi e musiche di Alessandro Arena, Valerio Apice e Antonio Lago.
1. La bamba – 3:24